# San Francisco de Macorís
San Francisco de Macorís est une ville de République dominicaine, capitale de la province de Duarte. Sa population est de 185 618 habitants (123 762 en zone urbaine et 61 856 en zone rurale).

## Histoire
Jusqu'en 1778, l'endroit a été habité mais a eu peu de contacts avec le monde extérieur.
Puis il y eut une immigration importante. Au cours de l'invasion haïtienne de 1822, l'endroit était encore tellement sous-développé que les haïtiens n'ont pas jugé bon d'y placer de poste armé.
San Francisco de Macorís a été l'une des premières villes à soutenir la lutte d'indépendance de 1844, action qui a été dirigée localement par Manuel Castillo Alvarez, oncle de Ramón Matías Mella.

## Économie
San Francisco de Macorís se caractérise par un grand potentiel agricole dû à la fertilité de sa terre. On y cultive principalement le cacao, le café, le plantain, le riz, les agrumes et d'autres cultures mineures dont les céréales, les légumineuses, les graines oléagineuses, les racines et les tubercules.
La municipalité a deux industries importantes : La Compañía de Alimentos Lácteos (CODAL, la Compagnie de produits laitiers) et Tenería Acra.
Il y a également un parc industriel et une zone franche qui offrent des emplois à un grand nombre de citoyens.
La croissance économique est toutefois surtout due aux devises étrangères qui entrent via les macorisianos résidents à l'étranger (dépassant les 2 millions de dollars).

## Personnalités liées
- Jorge Giordani (né en 1940), ministre vénézuélien de la Planification à trois reprises entre 1999 et 2014.